# إدوارد جيمس جيبسون هولاند
إدوارد جيمس جيبسون هولاند هو عسكري كندي، ولد في 2 فبراير 1878 في أوتاوا في كندا، وتوفي في 18 يونيو 1948 في محافظة كوبالت ‏ في كندا.